# Морага
Морага (Moraga) е град в окръг Контра Коста, в района на залива на Сан Франциско, щата Калифорния, Съединените американски щати.
Има население от 16 290 души (2000).
В града се намира Сейнт Мерис Колидж (Saint Mary's College of California), където понякога се организират български събития.